# Thijs Aerts
Pour les articles homonymes, voir Aerts.
Thijs Aerts est un coureur de cyclo-cross belge né le 3 novembre 1996.

## Palmarès en cyclo-cross
- 2013-2014
  -  Champion du monde de cyclo-cross juniors
  - Coupe du monde juniors #7, Nommay
  - 3e du championnat de Belgique de cyclo-cross juniors
- 2015-2016
  -  Champion de Belgique de cyclo-cross espoirs
  - 4e du championnat d'Europe de cyclo-cross espoirs
- 2016-2017
  - 4e du championnat du monde de cyclo-cross espoirs
  - 6e de la Coupe du monde espoirs
- 2017-2018
  -  Champion de Belgique de cyclo-cross espoirs
  - Coupe du monde espoirs #8, Nommay
  - 3e de la Coupe du monde espoirs
  - 5e du championnat du monde de cyclo-cross espoirs
  - 9e du championnat d'Europe de cyclo-cross espoirs
- 2019-2020
  - Grand-Prix de la Commune de Contern, Contern
  - National Trophy Series #4, Crawley
- 2021-2022
  - Cyclo-cross de La Grandville, La Grandville

## Palmarès sur route
- 2022
  - 3e étape du Tour de Namur